# Entardecer Sangrento
Entardecer Sangrento (Decision at Sundown, no original em inglês) é um filme norte-americano de 1957, do gênero faroeste, dirigido por Budd Boetticher e estrelado por Randolph Scott e John Carroll.
Mais um fruto da profícua colaboração Scott/Boetticher, Entardecer Sangrento é o faroeste mais sombrio do diretor e faz jus ao rótulo de "faroeste psicológico".

## Sinopse
Bart Allison e o amigo Sam chegam à cidade de Sundown, onde Bart espera vingar-se de Tate Kimbrough, o homem que lhe roubou a esposa e a quem ele responsabiliza pelo posterior suicídio dela. Mas, para seu desespero, ele descobre que as coisas não se passaram bem assim.

## Elenco
| Ator/Atriz        | Personagem          |
| ----------------- | ------------------- |
| Randolph Scott    | Bart Allison        |
| John Carroll      | Tate Kimbrough      |
| Karen Steele      | Lucy Summerton      |
| Valerie French    | Ruby James          |
| Noah Beery Jr.    | Sam                 |
| John Archer       | Dr. John Storrow    |
| Andrew Duggan     | Xerife Swede Hansen |
| James Westerfield | Otis                |
| John Litel        | Charles Summerton   |
| Ray Teal          | Morley Chase        |
| Vaughn Taylor     | Baldwin             |
| Richard Deacon    | Reverendo Zaron     |